# Исаев, Владимир Иванович (футболист)
Влади́мир Ива́нович Иса́ев (род. 5 марта 1962, Владимир, СССР) — советский и российский футболист, защитник, нападающий.

## Карьера

### Игровая
Воспитанник ДЮСШ по футболу спортклуба «Мотор» города Владимир, первый тренер — Е. С. Ликсаков. Бо́льшую часть карьеры провёл в 1980—1998 годах в составе местного «Торпедо», за которое во всех соревнованиях провёл 407 матчей и забил 5 мячей. В 1982 году защищал цвета павлодарского «Трактора». В 1994 году в составе клуба «Мура» стал серебряным призёром чемпионата Словении и финалистом национального Кубка.

### Административная
Окончил Владимирский государственный гуманитарный университет. В 1999—2006 годах — администратор владимирского «Торпедо», в 2007—2008 годах — исполнительный директор клуба, а в 2009—2012 годах — начальник команды. В дальнейшем был директором ДЮСШ «Торпедо».

## Достижения
- Серебряный призёр чемпионата Словении: 1993/94
- Финалист Кубка Словении: 1993/94
- Бронзовый призёр зоны «Центр» Второй лиги СССР: 1991